# 叙利亚穆斯林兄弟会
敘利亞穆斯林兄弟會（阿拉伯语：الاخوانالمسلمونفيسوريا）可視為伊斯蘭遜尼派穆斯林兄弟會的一個分支機構，與埃及穆斯林兄弟會有微弱的從屬關係。該會并没有一个确切的成立时间。该组织经历了20世纪30年代的酝酿之后，于1945年至1946年间统一成为穆斯林兄弟会。
敘利亞穆斯林兄弟會將他們的活動型態定義為溫和的，並在2012年4月時發布宣言承諾“尊重個人權利”、“促進民主與多元文化的並存”，甚至是不提及“伊斯蘭”一詞。
在50年代该组织被视为叙利亚一个重要的政治党派。当叙利亚与埃及联合起来组成阿拉伯联合共和国时，解散穆斯林兄弟会成为了成立联盟的一个政治条件，这也使得埃及总统纳赛尔与埃及穆斯林兄弟会的冲突复杂化了。在世俗的、奉行泛阿拉伯主义的叙利亚复兴党在1963年发动政变之后，叙利亚穆斯林兄弟会的活动遭到了叙利亚政府的禁止。在1976年至1982年期间，叙利亚穆斯林兄弟会一支扮演着叙利亚国内一个主要反对派组织的角色。在1980年参加穆斯林兄弟会在叙利亚被定为死罪。
之后叙利亚国内发生了范围广大的逊尼派叛乱，这一系列叛乱活动在1982年哈马起义中达到了高潮。这一起义导致数千名武装叛军和平民被政府军杀害。之后叙利亚穆斯林兄弟会再也无法再叙利亚境内作为一个活跃的政治党派活动了。
流亡海外的叙利亚穆斯林兄弟会在2005年参与签署了大马士革宣言。这项宣言联合了包括阿拉伯民族主义国家民主阵线、庫德族新生活运动、公民社会委员会、庫德族民主阵线和未来阵线在内的250个叙利亚反对派组织。宣言呼吁叙利亚进行“和平的、渐进的改革并且改革应当“根据协议来进行并且以对话和承认对方政治地位为基礎」 "。
雖然穆斯林兄弟会在敘利亞政治上具有一定的勢力，但他們在2011年敘利亞內戰中並沒有扮演主要的發起者角色 ，有些抗議群眾甚至拒絕任何伊斯蘭主義政治者和穆斯林兄弟會的成員。这次起义的核心抗议人群来自更年轻的一代人，这些人成长的过程中叙利亚境内并没有穆兄会明显的活动。然而到了2012年春天，敘利亞穆斯林兄弟會開始被官方視為反對派的「核心力量」 或「主導力量」。

## 历史
叙利亚穆斯林兄弟会在30年代末或40年代中期由Mustafa al-Sibai和al-Mubarak al-Tayyib创建，这两人是埃及穆斯林兄弟会创立者哈桑·班纳的朋友和同事。在叙利亚独立初期，叙利亚穆斯林兄弟会是一个合法的反对党，在1961年议会选举是赢得了10个议席。在1963年政变之后，叙利亚阿拉伯复兴党掌权，叙利亚穆斯林兄弟会遭到禁止。 该组织在以逊尼派为主要力量的抵抗运动中扮演了一个主要角色。在1971年叙利亚阿拉伯复兴党开始由阿拉维派的阿萨德家族主导，这也使得叙利亚阿拉伯复兴党与叙利亚穆斯林兄弟会的冲突带有了宗教色彩。在70年代末期，这场冲突演变成了武装斗争，并且在1982年哈马起义中达到了高潮。在这场起义中数千人被政府军杀害。
在第49号紧急状态法令之下，在1980年加入叙利亚穆斯林兄弟会成为了死罪。叙利亚穆斯林兄弟会遭到严酷镇压。虽然如此该组织在国内仍维系着一个支持网络，而在伦敦和塞浦路斯设立了总部。在最近几年该组织放弃了暴力活动，采取了改革主义路线，并呼吁建立一个多元化的、民主的政治体制。多年以来叙利亚穆斯林兄弟会的领导一直是阿里·巴亚努尼，此人一直以政治难民的身份居住在伦敦。

### 起源
在30年代末期，哈桑·班纳的思想流传到了叙利亚。当时一些年轻的叙利亚人在开罗的大学学习并且在那里加入了穆斯林兄弟会。这些人毕业后回到了叙利亚并成立了名为“穆罕默德青年”的组织，这一组织之后演变成了叙利亚穆斯林兄弟会。叙利亚穆斯林兄弟会在30年代或者是1945年成立。叙利亚穆斯林兄弟会声称他们的创建者是Mustafa al-Sibai博士。. 到1954年，Mustafa al-Sibai领导下的叙利亚穆斯林兄弟会向其埃及的兄弟组织提供了援助，此时埃及穆斯林兄弟会正在遭到纳赛尔总统的打压。
但是，直到60年代叙利亚穆斯林兄弟会才开始在政治舞台上扮演重要角色，当时该组织成为了一个拥有广泛基础的抵抗运动的一部分，这一抵抗运动之后演变成了针对当局政府的武装斗争。在1963年叙利亚阿拉伯复兴党政变之后，新上台的政府加强了对政治自由的限制。从此开始，以叙利亚穆斯林兄弟会为主导的伊斯兰政治团体成为了当局政府最强大的对手。叙利亚的逊尼派穆斯林占国内人口的多数，但在政府内没有代表以维护他们的权利。在1964年和1965年，罢工和大规模抗议活动在叙利亚的主要城市蔓延开来，尤其是哈马，这一系列活动最后被政府军粉碎。1971年，身为阿拉维派的哈菲兹·阿萨德夺取政权。在1973年抗议活动再度爆发，以作为对被提议的新宪法中不再要求叙利亚总统是穆斯林的回应。在1976年，叙利亚介入黎巴嫩内战，并站在马龙派基督教徒一边，这激起了新的抗议活动，并且叙利亚国内开始出现针对叙利亚政府官员和著名阿拉维派人士的暗杀活动。叙利亚穆斯林兄弟会之后宣称对这些暗杀负责。

### 1976至1982年穆斯林武装叛乱时期
1979年6月16日，叙利亚穆兄会针对阿勒颇炮兵学院内的军校生发动袭击，据官方说法导致83人遇害。 据说伊拉克政府向叙利亚穆兄会提供了后勤和军事支援。大约在袭击发生的这个时候，优素福教授在阿勒颇遇刺身亡，这件事经常被世俗派活动家瓦法·苏尔坦（她是优素福教授的学生）称为导致她总体上反对伊斯兰教的原因。作为回应，叙利亚政府以参与伊斯兰抵抗运动的罪名判处15名先前已被指控为伊拉克特工的囚犯死刑。之后恐怖袭击变成了一件几乎天天发生的事，尤其是在阿勒颇和其他北部城市。叙利亚政府倾向于将这些袭击归咎于叙利亚穆兄会，但因为武装抵抗获得了非常广泛的支持并且越来越多的武装组织出现（尤其是在一些贫困社区），叙利亚政府越来越难以界定穆斯林兄弟会参与袭击的程度。
在1980年3月8日（这一天是阿拉伯复兴党政变17周年纪念日），几乎所有的叙利亚城市因为罢工和抗议陷入了瘫痪，这些活动随后演变成了针对安全部队的激战。很多组织，包括世俗的和宗教的组织，参与了这些活动，其中也包括叙利亚穆兄会。作为回应，当局动用了强大的军力，数以万计的军队在坦克和直升机的支援下被派往闹事地区。在阿勒颇及其周边地区，数百名抗议者被杀，大约8000人被捕。到了4月，起义被镇压了。
哈菲兹·阿萨德总统的弟弟拉菲特·阿萨德在报纸上发表文章，声称政府准备牺牲“一百万名殉道者”来清除“国家的敌人”。1980年7月7日，叙利亚政府通过一份法律，将加入穆斯林兄弟会定为死罪。但是，事实上叙利亚政府通常是实行不分青红皂白的集体惩罚制度：在当年8月，政府军处决了一栋公寓楼内的80名居民，作为对一起针对驻扎在阿勒颇的政府军袭击事件的回应。1981年4月，政府军在14岁以上的忠实于叙利亚穆兄会的哈马市男性居民中选取400人来执行处决。这起集体处决事件是作为对一起针对哈马附近一座阿拉维派村庄的未遂袭击事件的报复
在为期50天的法律暂缓执行期内，超过一千名穆斯林兄弟会成员向政府自首，以希望逃脱死刑惩罚。那些官方媒体报道中报道的关于自首者的信息可以使人们一睹当时穆斯林兄弟会成员的组成。大部分自首的成员是25岁以下的学生，来自于大马士革和其他大城市，还有些是老师、教授和技术人员。
在1981年8月、9月和11月，叙利亚穆兄会针对大马士革内的政府和军事目标发动了3次汽车炸弹袭击，根据官方报道袭击导致了数百人丧生。1982年2月，叙利亚穆兄会在哈马市发动了一次大规模叛乱，并迅速控制了该市。政府军作为回应，在当月余下的几天内轰炸了拥有25万人口的哈马市，导致一万至三万人丧生。哈马大屠杀的悲剧标志着叙利亚穆兄会被击败，而这个军事化的伊斯兰运动组织在总体上演变成了叙利亚的一个政治力量。

### 哈马起义之后
在镇压完所有反对派之后，哈菲兹·阿萨德在90年代中期释放了一些被囚禁的穆斯林兄弟会成员。在2000年去世之后，哈菲兹·阿萨德的儿子巴沙尔·阿萨德继任总统。巴沙尔·阿萨德对政治上的反对意见有更大的宽容。2001年5月，受到新的政治环境的影响，叙利亚穆兄会在伦敦发表了一份声明，声明表示穆兄会反对政治暴力活动并呼吁建立一个现代、民主的国家。许多政治犯，包括穆兄会成员被赦免并释放，但是，阿萨德的改革是短命的。在同一年，叙利亚境内仅有的一点点叙政府承认的政治自由被突然废除了。
虽然叙利亚穆兄会的领导人还在国外流亡，但是该组织在叙利亚人中还是有很多的同情者的。叙利亚世俗主义的反对派人士利雅得·吐尔克（Riyad al-Turk）认为叙利亚穆兄会是叙利亚反对派组织中最可信的一个组织。叙利亚穆兄会拥护在叙利亚建立民主的政治体制。该组织还放弃了进行武装抵抗以及在叙利亚实行伊斯兰教法以及鼓动逊尼派发动起义反抗阿拉维派统治的倡议。利雅得·吐尔克和其他世俗的反对派人士很赞同这项转变，认为这是穆兄会政治上变得成熟的标志，并认为穆兄会现在愿意加入政府进行改革后形成的民主体系。
在2006年1月的采访中，叙利亚穆兄会领导人阿里·巴亚努尼声称：“叙利亚穆兄会希望大马士革政权能进行和平的变革并建立一个民主的公民国家，而不是一个伊斯兰共和国。”

### 2011年持续至今的叙利亚内乱
与1976年至1982年由穆兄会领导的起义不同，2011年3月爆发的叙利亚内战起初是一场世俗的、非暴力的、由年轻人领导的运动。抗议者大部分为20岁至30岁的并不关心政治的叙利亚人组成。这些人因为地方性的、基层性的原因聚集起来，与那些旧的政治理念没有太多联系。这些人呼吁释放良心犯、呼吁政治自由和阿萨德政权下台。在2011年8月，移居在国外的叙利亚反对派成立了叙利亚全国委员会，为国内的起义寻求国际社会的帮助。叙利亚穆兄会虽然在全国委员会中只拥有五个席位，但与全国委员会内的其他成员组织建立了一个联盟网并对全国委员会的救助委员会由控制性的影响力。自2012年11月叙利亚反对派和革命力量全国联盟成立之后，叙利亚全国委员会在国际社会中居于次要地位，而叙利亚反对派和革命力量全国联盟被认为是叙利亚境外的反对派组成的政治实体，领导了叙利亚国内的革命。
2012年，叙利亚穆兄会的活动人士成立了“平民保护委员会（Commission for Civilian Protection ,CCP)”。CCP被认为是叙利亚穆兄会的一个代理组织， 目的是帮之叙利亚国内的武装组织互相联系以及与境外的支持者取得联系。该组织的网站上列出了多个下属组织，分布于霍姆斯、大马士革、伊德利卜和其他地区。但是，这些组织大部分规模都很小并且称自己是叙利亚自由军或者是叙利亚伊斯兰解放阵线的成员组织。 叙利亚穆兄会据信通过财政手段控制着四分之一至三分之一的不同类型的武装组织，而这些组织被笼统地称为叙利亚自由军。
除此之外，根据2012年8月英国每日电讯报的报道，叙利亚穆兄会还在叙利亚国内成立了一支不受叙利亚自由军影响的武装组织，这支武装出现在了大马士革以及霍姆斯和伊德利卜等地区。
与此同时，叙利亚穆兄会的领导层与邻国约旦、伊拉克和黎巴嫩以及西方国家的领导接触以打消他们的顾虑。叙利亚穆兄会表示他们“无意主导未来的叙利亚政治格局”并且故意淡化他们对叙利亚反对派日益增长的影响力。 叙利亚穆兄会向外界保证他们将“尽全力保证他们提供的武器不会落入极端分子的手中”。
根据2012年一篇卫报上的文章，尽管叙利亚穆兄会开始主导叙利亚全国委员会，但是该组织在国外流亡者中的影响力仍要大于叙利亚国内的抗议人群。文章中写到“来自多个反对派组织的活动人士说，在起义爆发之前这个国家内几乎没有叙利亚穆兄会活动的迹象。”“叙利亚国内至少70%的人口，不管是非逊尼派穆斯林、基督教徒、库尔德人还是部落成员，在过去都很排斥穆兄会的影响力。”文章的作者相信这种情况仍将继续。

## 延伸閱讀
- Carré, Olivier and Gérard Michaud. 1983.  Les Frères musulmans : Egypte et Syrie (1928–1982). Paris: Gallimard.
- International Crisis Group.  11 February 2004.  "Syria Under Bashar (II): Domestic Policy Challenges". Amman/Brussels: International Crisis Group.
- McCarthy, Rory.  26 January 2006.  "We would share power, says exiled leader of Syrian Islamist group"（页面存档备份，存于）. London: The Guardian.